# Taufbecken Notre-Dame-de-l’Assomption (Frémécourt)

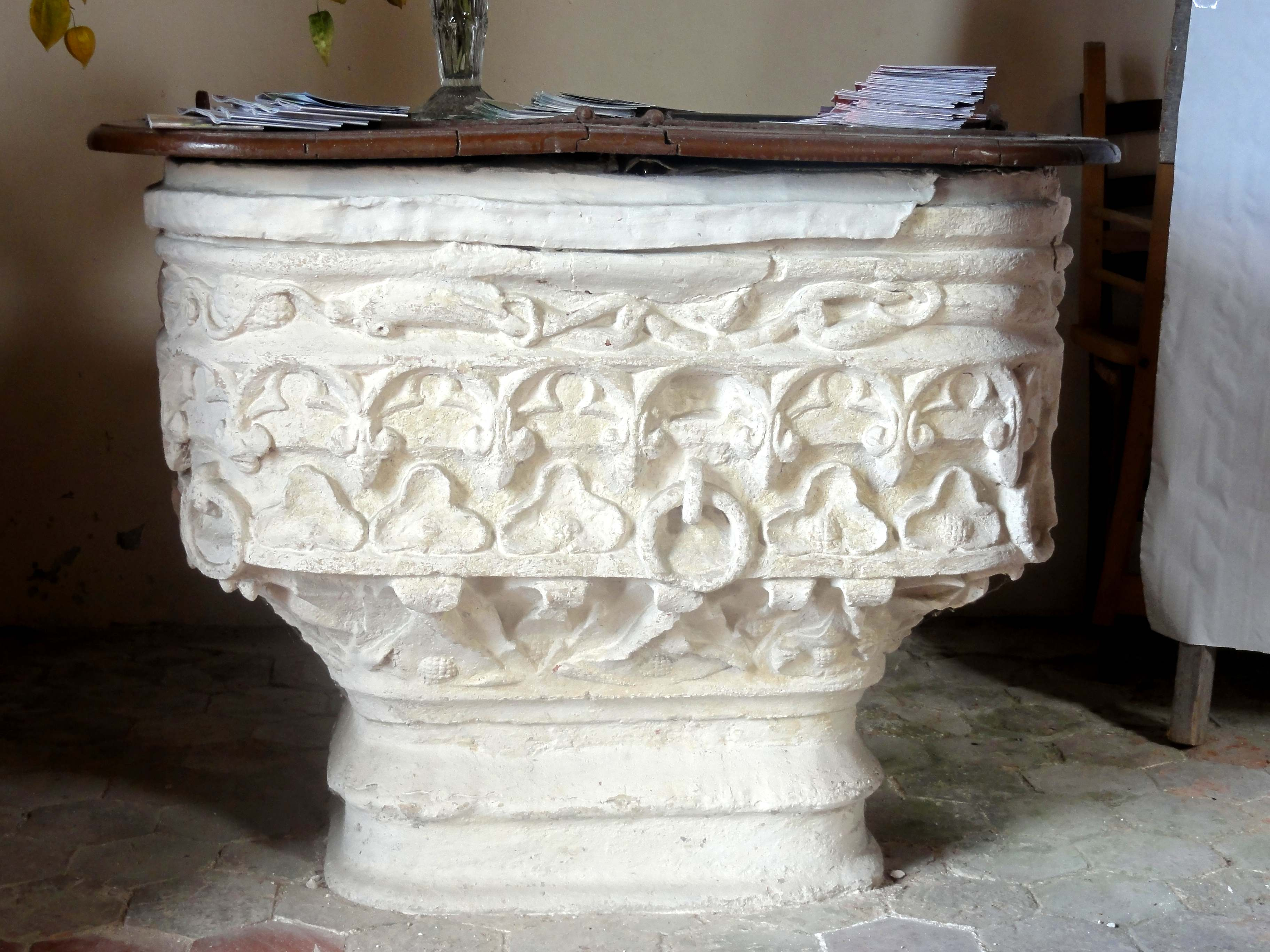
Taufbecken in Frémécourt

Das Taufbecken in der Pfarrkirche Notre-Dame-de-l’Assomption in  Frémécourt, einer französischen Gemeinde im Département Val-d’Oise in der Region Île-de-France, wurde im 14. Jahrhundert geschaffen. Das gotische Taufbecken steht seit 1907 als Monument historique auf der Liste der Baudenkmäler in Frankreich.
Sowohl das Becken als auch die Basis, auf der es ruht, sind in elliptischer Form ausgeführt. Ein metallener Deckel schließt das Wasserbecken ab. Um das Taufbecken sind Reliefs von Dreipässen und ein Fries von in sich verschlungenen Schlangen, die sich von Früchten ernähren, angebracht. 